# Пять семей
«Пять семей» — пять итало-американских мафиозных кланов, действовавших в Нью-Йорке. «Пять семей» создал в 1931 году Сальваторе Маранцано после победы в Кастелламарсской войне, преобразовав разрозненные итало-американские банды в структурированные семьи: Маранцано, Профачи, Мангано, Лучано и Гальяно, ныне известные как Бонанно, Коломбо, Гамбино, Дженовезе и Луккезе. Каждая семья контролировала определённую территорию, имела строгую иерархию и подчинялась общему рукодству.
Сальваторе Маранцано изначально планировал стать «боссом всех боссов» (итал. «capo di tutti capi»), требуя подчинения глав всех семей, но был убит в сентябре того же года. Вместо этого Чарли Лучано учредил Комиссию – руководящий орган для контроля над мафией в США и урегулирования конфликтов. В неё вошли главы «Пяти семей», лидеры «Чикагского синдиката» и преступной группировки Буффало. Существование «Пяти семей» было публично раскрыто в 1963 году Джозефом Валачи на одноимённых слушаниях. Позже некоторые криминальные кланы достигли такого влияния, что стали рассматриваться как потенциальная «Шестая семья» (англ. Sixth Family).

## История

### Предпосылки формирования «Пяти семей»
В 1920-х годах американскую мафию возглавлял Джузеппе Массерия, чья группировка состояла преимущественно из выходцев с Сицилии и регионов Калабрия и Кампания. В её состав входили такие известные гангстеры, как Чарли Лучано, Альберт Анастазия, Вито Дженовезе, Альфред Минео (итал. Manfredi Mineo), Вилли Моретти (итал. Guarino «Willie» Moretti), Джо Адонис и Фрэнк Костелло. Однако сицилийский мафиозный авторитет дон Вито Кашио Ферро вынашивал планы по установлению контроля над американскими операциями.
Из своей опорной базы в Кастелламмаре-дель-Гольфо «дон» Вито направил Сальваторе Маранцано для захвата контроля. В состав кастелламмаресской группировки в США входили такие видные фигуры, как Джозеф Бонанно, Стефано Магаддино, Джозеф Профачи и Джо Айелло (итал. Giuseppe «Joe» Aiello). По мере нарастания неизбежности конфликта между двумя группировками за лидерство в мафии, каждая сторона активно вербовала новых сторонников.
Однако за этим скрывался глубинный конфликт поколений: с одной стороны находилась старая гвардия сицилийского руководства, прозванная «Усатыми Питими» (англ. Mustache Pete) за свои длинные усы и приверженность архаичным традициям, включая отказ от сотрудничества с неитальянцами; с другой – «Младотурки» (англ. Young Turks), более прогрессивная и разнородная итальянская группировка, отличавшаяся дальновидностью и готовностью работать с представителями других национальностей. Такой консервативный подход Массерии заставил даже его ближайших последователей усомниться в его способности обеспечить процветание мафии в новых условиях. Возглавляемые Чарли Лучано «Младотурки» стремились как можно быстрее завершить войну и возобновить бизнес, считая этот конфликт контрпродуктивным. Чарли Лучано ставил перед собой цель модернизировать мафиозные структуры, избавившись от устаревших догм. Его прогрессивные взгляды привлекали сторонников, разочарованных косностью традиционалистского руководства Джузеппе Массерии. В результате обе группировки демонстрировали нестабильность – многие мафиози переметались на противоположную сторону или устраняли бывших союзников в ходе войны.  Напряжение между кланами Маранцано и Массерии проявилось еще в 1928 году, когда стороны систематически угоняли друг у друга грузовики с алкоголем (в то время запрещенным в США из-за действия «сухого закона»).
В начале 1931 года Чарли Лучано окончательно решил устранить Джузеппе Массерию. Поскольку война складывалась для последнего крайне неудачно, Чарли Лучано усмотрел в этом возможность для смены союзников. Он заключил тайное соглашение с Сальваторе Маранцано, по условиям которого должен был инсценировать убийство Массерии в обмен на получение его деятельности и должность второго помощника Сальваторе Маранцано.  Когда Джо Адонис перешел в лагерь Джузеппе Массерии и последний узнал о предательстве Чарли Лучано, он предложил Джо Адонису организовать убийство бывшего соратника. Однако Джо Адонис, напротив, предупредил Чарли Лучано о готовящемся покушении. Роковой день наступил 15 апреля 1931 года, когда Джузеппе Массерия был застрелен в ресторане Nuova Villa Tammaro в Бруклине. По распространенной версии, во время карточной игры Чарли Лучано якобы вышел в уборную, а в это время Альберт Анастасия, Вито Дженовезе, Джо Адонис и Бенджамин Сигел совершили убийство; Чиро Терранова (итал. Ciro Terranova) должен был управлять машиной для побега, но, согласно легенде, был настолько потрясен происходящим, что Бенджамину Сигелу пришлось буквально вытолкнуть его из-за руля. С одобрения Сальваторе Маранцано Чарли Лучано возглавил бывшую банду Джузеппе Массерии и занял положение его правой руки, что ознаменовало окончание Кастелламмарской войны.

### Образование «Пяти семей»
После устранения Джузеппе Массерии Сальваторе Маранцано провел масштабную реорганизацию итало-американского криминального мира, сформировав в Нью-Йорке знаменитые «Пять семей» под руководством Лаки Лучано, Джо Профачи, Томми Гальяно (итал. Tommy Gagliano), Винсента Мангано (итал. Vincent Mangano) и себя. Вскоре он созвал тайную встречу криминальных лидеров, где провозгласил себя «capo di tutti i capi» – «боссом всех боссов» и установил абсолютную власть над организованной преступностью. Сальваторе Маранцано не только централизовал управление, но и начал систематически урезать доходные операции других семей в пользу собственного клана. Несмотря на то, что Сальваторе Маранцано действительно проявлял большую дальновидность, чем его предшественник, Чарли Лучано быстро разглядел в новом лидере еще более опасные качества – беспрецедентную жадность и патологическую склонность к интригам, превосходившие даже недостатки Джузеппе Массерии.
К сентябрю 1931 года Сальваторе Маранцано осознал исходящую от Чарли Лучано угрозу и нанял для его устранения Винсента Колла (англ. Vincent «Mad Dog» Coll) – известного ирландского гангстера. Однако планы Сальваторе Маранцано были сорваны, когда Томмазо Луккезе предупредил Чарли Лучано о готовящемся покушении. 10 сентября 1931 года Сальваторе Маранцано вызвал Чарли Лучано, Вито Дженовезе и Фрэнка Костелло в свой офис на Парк-авеню, 230 в Манхэттене. Получив неопровержимые доказательства, что эта встреча – ловушка с целью убийства, Чарли Лучано принял решение нанести упреждающий удар. Он организовал тщательно спланированную операцию, отправив в офис Сальваторе Маранцано четверых еврейских гангстеров, специально выбранных потому, что их лица не были знакомы охране Сальваторе Маранцано. Операцию обеспечивали влиятельные еврейские мафиози Мейер Лански и Багси Сигел. Двое нападавших, переодетых в агентов государственных органов, обезвредили телохранителей. Другие двое, действуя при непосредственном участии Томми Луккезе (который находился на месте, чтобы идентифицировать Сальваторе Маранцано), нанесли боссу многочисленные ножевые ранения, после чего добили его выстрелами. Это тщательно организованное убийство стало первым в череде ликвидаций, вошедших в историю организованной преступности под названием «Сицилийская вечеря».

### Создание Комиссии
После ликвидации Сальваторе Маранцано в 1931 году Чарли Лучано организовал историческое собрание криминальных лидеров в Чикаго. Хотя у него были все возможности провозгласить себя новым «capo di tutti capi» (поскольку серьезных возражений против этого практически не существовало), Чарли Лучано сознательно отказался от этого титула. Он справедливо полагал, что подобный статус не только провоцирует внутренние конфликты между семьями, но и неизбежно превращает его обладателя в главную мишень для амбициозных претендентов на власть. Вместо этого Чарли Лучано предложил революционную для того времени концепцию – создание Комиссии, которая позволила бы ему сохранить контроль над всеми семьями, избегая при этом открытой конфронтации. Его ключевыми целями были: поддержание стабильности в преступном мире, обеспечение собственного влияния и предотвращение разрушительных войн между кланами. Новая структура, получившая единодушное одобрение боссов, функционировала как своеобразный «совет директоров» мафии. В обязанности Комиссии входил тотальный контроль над всеми криминальными операциями на территории США, а также урегулирование возможных конфликтов между семьями.
В состав вновь созданной Комиссии вошли семь наиболее влиятельных криминальных лидеров Америки: пять боссов нью-йоркских семей (Чарли Лучано, Винсент Мангано (итал. Vincent Mangano), Томми Гальяно (итал. Thomas Gagliano), Джозеф Бонанно и Джо Профачи), глава чикагского синдиката Аль Капоне, а также лидер семьи из Буффало Стефано Магаддино. Чарли Лучано, как инициатор этой структуры, был единогласно избран её председателем. Участники договорились, что официальные заседания Комиссии будут проводиться каждые пять лет, с возможностью внеочередных собраний для разрешения срочных конфликтов.

### Упадок мафии
Пять преступных семей Нью-Йорка сохраняют активность, однако их влияние значительно ослабло по сравнению с периодом расцвета. Золотой век американской мафии пришелся на 1940-1950-е годы и продолжался вплоть до 1970 года, когда был принят знаковый Закон о рэкете и коррумпированных организациях. Этот законодательный акт стал поворотным моментом в борьбе с организованной преступностью, предоставив правоохранительным органам мощные инструменты для противодействия мафиозным структурам. Действенность закона проявилась незамедлительно – значительная часть арестованных мафиози, столкнувшись с перспективой длительных сроков заключения, начала сотрудничать со следствием в качестве информаторов. С годами этот эффект «предательства по необходимости» лишь усиливался, приводя к необратимому разрушению традиционного кодекса молчания («омерты») и постепенному упадку организованных преступных группировок.

## Первоначальные и нынешние боссы «Пяти семей»
В 1963 году произошло знаковое событие в истории борьбы с организованной преступностью – на знаменитых «слушаниях Валачи» (англ. Valachi hearings) бывший мафиози Джозеф Валачи впервые публично раскрыл существование и структуру нью-йоркских «Пяти семей». В своих показаниях Джозеф Валачи назвал основателей этой системы: Чарльза Лучано, Томмазо Гальяно, Джозефа Профачи, Сальваторе Маранцано и Винсента Мангано. При этом он также сообщил комиссии, что на момент 1963 года действующими главами этих преступных кланов являлись Томми Луккезе, Вито Дженовезе, Джозеф Коломбо, Карло Гамбино и Джо Бонанно. Именно этот состав, обнародованный Джозеф Валачи, закрепился в общественном сознании и исторических хрониках как канонический перечень «Пяти семей», несмотря на многочисленные последующие изменения в руководстве этих организаций, вызванные внутренними чистками, арестами и естественной сменой поколений.
| Изначальное название семьи | Создана                                 | Текущее название | Названа в честь                               | Текущий босс                                                          | Заместитель босса                                       |
| -------------------------- | --------------------------------------- | ---------------- | --------------------------------------------- | --------------------------------------------------------------------- | ------------------------------------------------------- |
| Маранцано                  | Сальваторе Маранцано                    | Семья Бонанно    | Джо Боннано                                   | Майкл Манкусо (итал. Michael «The Nose» Mancuso)                      | N/A                                                     |
| Профачи                    | Джо Профачи                             | Семья Коломбо    | Джозеф Коломбо                                | Теодор Персико-младший (итал. Theodore N. «Skinny Teddy» Persico Jr.) | Роберт Донофрио (итал. Robert «Little Robert» Donofrio) |
| Мангано                    | Винсент Мангано (итал. Vincent Mangano) | Семья Гамбино    | Карло «Дон Карло» Гамбино                     | Доменико Сефалу (итал. Domenico Cefalù)                               | Лоренцо Маннино (итал. Lorenzo «Lore» Mannino)          |
| Лучано                     | Чарльз Лучано                           | Семья Дженовезе  | Вито Дженовезе                                | Либорио Белломо (итал. Liborio Salvatore «Barney» Bellomo)            | N/A                                                     |
| Гальяно                    | Томми Гальяно (итал. Thomas Gagliano)   | Семья Луккезе    | Томми Луккезе (итал. Thomas Gaetano Lucchese) | Виктор Амузо                                                          | Майкл Десантис (итал. Michael «Big Mike» DeSantis)      |

## Территории
Исторически «Пять семей» осуществляли свою деятельность преимущественно в пределах Нью-Йоркской агломерации, хотя влияние мафии распространялось на весь столичный регион. В штате Нью-Йорк операции мафии особенно активны на Лонг-Айленде (включая округа Нассо и Саффолк), а также в округах Уэтчестер, Рокленд и Олбани. Значительное присутствие мафиозных структур отмечается и в соседнем штате Нью-Джерси, где семьи традиционно поддерживают свои криминальные сети. Кроме того, «Пять семей» расширили сферу влияния на другие ключевые регионы, включая Южную Флориду, Коннектикут, Лас-Вегас и Массачусетс, где они продолжают вести организованную преступную деятельность.
- Семья Бонанно сосредоточила свою основную деятельность в Бруклине, Куинсе и Статен-Айленде, а также представлена на Лонг-Айленде. Помимо этих традиционных зон влияния, семья поддерживает криминальные сети в Манхэттене и Бронксе, распространяя своё присутствие на округ Вестчестер и соседний штат Нью-Джерси. Особого внимания заслуживает транснациональный характер деятельности семьи Бонанно. Их операции охватывают такие отдалённые регионы, как Калифорния, Флорида и Атланта. На международном уровне семья поддерживает тесные связи с канадской преступной группой Риццуто (англ. Rizzuto crime family) в Квебеке.

- - Бригада Bath Avenue Crew действовала в районе Бенсонхерст в Бруклине.

- Семья Коломбо традиционно базируется в Бруклине и Куинсе, где сосредоточены её основные криминальные операции, а также активно действует на Лонг-Айленде. Помимо этих ключевых территорий, семья распространяет своё влияние на другие районы Нью-Йорка, включая и Статен-Айленд, Манхэттен и Бронкс. География их деятельности выходит за пределы города, охватывая штат Нью-Джерси, а также более отдалённые регионы – Джорджию и Флориду, где семья поддерживает криминальные связи и деловые интересы.

- Семья Гамбино действует в основном в Бруклине, Куинсе, Манхэттене, Стайтен-Айленде и Лонг-Айленде. Семья также имеет влияние в Бронксе, Нью-Джерси, округе Вестчестер, Коннектикуте, Флориде и Лос-Анджелесе.

Среди подконтрольных структур семьи Гамбино выделяются:
- - Бригада Ozone Park Boys действует в Куинсе и на Лонг-Айленде.

- - Бригада Staten Island Boys действует в основном на Статен-Айленде и включает в себя несколько фракций:[29]

- -     - The Annadale-Rossville Boys
    - Great Kills Crew
    - North Staten Island Crew

- Семья Дженовезе действует в основном на Манхэттене, в Бронксе, Бруклине и Нью-Джерси. Семья также сохраняет влияние в Куинсе, Стайтен-Айленде, Лонг-Айленде, округе Вестчестер, округе Рокленд, Коннектикуте, Массачусетсе и Флориде.

Среди подконтрольных структур семьи Дженовезе выделяются:
- - Бригада 116th Street Crew действует в Верхнем Манхэттене и Бронксе
  - Бригада Greenwich Village Crew действует в Гринвич-Виллидж
  - Бригада New Jersey действует по всему Нью-Джерси [28]

- Семья Луккезе сосредоточила свою основную преступную деятельность в Бронксе, Манхэттене, Бруклине и штате Нью-Джерси. Помимо этих ключевых территорий, семья поддерживает значительное криминальное присутствие в Квинсе, на Лонг-Айленде, Стейтен-Айленде, в округе Уэстчестер и штате Флорида.

Среди подконтрольных структур семьи Луккезе выделяются:
- - Бригада Cutaia Crew – действует в Бруклине, Куинсе и Лонг-Айленде
  - Бригада New Jersey – осуществляет деятельность на всей территории штата Нью-Джерси
  - Бригада Tanglewood Boys – специализировалась на вербовке новых членов, действуя в округе Уэстчестер, Бронксе и Манхэттене

## Боссы мафии

### Семья Боннано

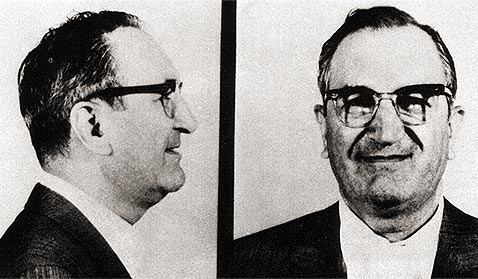
Джозеф Бонанно - босс семьи Боннано с 1931 по 1968 годы

- 1909-1912 – Себастьяно Дигаэтано (итал. Sebastiano DiGaetano)
- 1912-1930 – Николо Скиро - (бежал)
- 1930-1931 – Сальваторе Маранцано - (убит 10 сентября 1931 года)[30]
- 1931-1968 – Джозеф Бонанно – 21 октября 1964 года Джозеф Бонанно исчез; принудительно заменён Комиссией на посту босса семьи – семья разделилась на две фракции;[31]  в мае 1966 года Джозеф Бонанно вновь появился через два года; официально ушел на пенсию после сердечного приступа в 1968 году
  - 1964-1966 – Гаспар Дигрегорио (итал. Gaspar DiGregorio) – введён в должность босса после исчезновения Джозеф Бонанно – впоследствии снят Комиссией. [31]
  - 1966-1968 – Пол Сьякка (итал. Paul Sciacca) – назначен руководителем бригады вместо Гаспара Дигрегорио [32]
- 1968-1971 исполняющий обязанности босса – Пол Сьякка
- 1971-1973 – Натале Эвола (итал. Natale «Joe Diamond» Evola) [32] – умер 28 августа 1973 года[33]
- 1973-1991 – Филлип Растелли (итал. Philip «Rusty» Rastelli) [32] – тюремные сроки в периоды 1975-1984 и 1986-1991 [34]
  - 1974-1979 [35]  - исполняющий обязанности босса Кармине Галанте (итал. Carmine Galante)[32] – убит 12 июля 1979 года[34]
  - 1979-1983 - исполняющий обязанности босса Сальваторе Фарруджиа (итал. Salvatore «Sally Fruits» Farrugia) – назначен Комиссией [36]
  - 1987-1991 исполняющий обязанности босса Энтони Сперо (итал. Anthony «Old Man» Spero) – приговорен к пожизненному заключению в 2002 году, умер в 2008 году [32]
- 1991-2004 Джозеф Массино (итал. Joseph Charles Massino) – заключен в тюрьму в январе 2003 года, стал правительственным информатором в октябре 2004 года
  - 1991-1993 исполняющий обязанности босса Энтони Сперо
  - 2003-2004 исполняющий обязанности босса Энтони Урсо (итал. Anthony «Tony Green» Urso) – заключен в тюрьму в январе 2004 года
- 2004–2011 Винсент Басчано (англ. Vincent «Vinny Gorgeous» John Basciano) — в июле 2007 года приговорен к пожизненному заключению
  - 2004–2006 исполняющий обязанности босса Майкл Манкузо (итал. Michael «The Nose» Mancuso) — заключен в тюрьму в феврале 2006 года
  - 2006–2009 исполняющий обязанности босса Сальваторе Монтагна (англ. Salvatore «Sal the Iron Worker» Montagna) — депортирован в Канаду в апреле 2009 года,[37] застрелен в ноябре 2011 года
  - 2010–2012 исполняющий обязанности босса Винсент Бадаламенти (итал. Vincent Badalamenti) — заключен в тюрьму в январе 2012 года [38]
- 2013-настоящее время Майкл Манкузо – освобожден из тюрьмы 12 марта 2019 года[39]
  - 2013-2014 исполняющий обязанности босса Томас Дифиоре (итал. Thomas «Tommy D» DiFiore) – арестован 23 января 2014 года [40]
  - 2014-2015 исполняющий обязанности босса Джон Палаццоло (итал. John «Johnny Skyway» Palazzolo) – арестован 27 марта 2015 года за нарушение условно-досрочного освобождения [41]
  - Исполняющий обязанности 2015-2019 – Джозеф Каммарано младший (итал. Joseph «Joe C» Cammarano Jr.) – обвинен в рэкете и вымогательстве 12 января 2018 года,[42] оправдан 13 марта 2019 года [43][44][45][46]

### Семья Коломбо

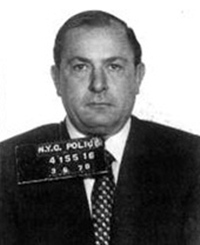
Джозеф Коломбо - босс семьи Коломбо

- 1928-1962 – Джозеф Профачи – умер от естественных причин [47]
- 1962-1963 – Джозеф Маглиокко (итал. Joseph Magliocco) – вынужден уйти в отставку по решению Комиссии [47]
- 1963-1973 – Джозеф Коломбо – парализован в результате покушения [47]
  - 1971-1972 исполняющий обязанности босса  – Джозеф Яковелли (итал. Joseph Yacovelli) – бежал, после убийства Джо Галло [47][48]
  - 1972-1973 исполняющий обязанности босса – Винченцо Алой (итал. Vincenzo Aloi) – находится в местах лишения свободы [49]
  - 1973 исполняющий обязанности босса – Джозеф Бранкато (итал. Joseph «Joey» Brancato) – находится в местах лишения свободы [47][49][48]
- 1973-2019 – Кармине Персико (итал. Carmine John Persico Jr) [47] – находился в тюрьме 1973-1979, [50] 1981-1984, [51] 1985-2019, [52] умер 7 марта 2019 [53]
  - 1973-1979 Исполняющий обязанности  – Томас Дибелла (англ. Thomas DiBella) – отошел от дел, стал консильери [49]
  - 1981-1983 Исполняющий обязанности  - Альфонс Персико (англ. Alphonse «Allie Boy» Persico) – брат Кармине Персико; находится в местах лишения свободы [54][55]
  - 1983-1984 исполняющий обязанности  – Дженнаро Лангелла (англ. Gennaro Adriano Langella) – находится в местах лишения свободы [52]
  - 1985-1987 исполняющий обязанности  – Энтони Скарпати (англ. Anthony «Scappy» Scarpati) – находится в местах лишения свободы [56]
  - 1987-1991 исполняющий обязанности  – Витторио Орена (англ. Victor J. Orena) – отбывает пожизненное заключение [57] [58]
  - 1994-1996 исполняющий обязанности  – Эндрю Руссо (англ. Andrew «Andy Mush» Russo) [59][60][61] – с марта 1997 года находится в местах лишения свободы [61]
  - 1996-2019 исполняющий обязанности  – Альфонс Персико (англ. Alphonse T. Persico) [59] – сын Кармине Персико; отбывает пожизненное заключение [62][63][64]
- 2019-2022 – Эндрю Руссо – умер 18 апреля 2022 г. в местах лишения свободы [65][66]
  - 2022-настоящее время исполняющий обязанности босса – Роберт Донофрио (итал. Robert «Little Robert» Donofrio)[67]
- 2025 – настоящее время – Теодор Персико-младший (итал. Theodore N. «Skinny Teddy» Persico Jr.)[68]

### Семья Гамбино

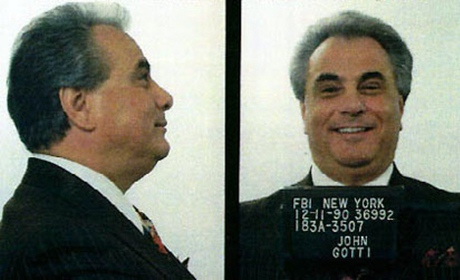
Джон Готти - босс семьи Гамбино с 1985 по 2002 год

- 1900-1910 – Игнацио Лупо (итал. Ignazio Lupo) – с 1910 года находился в местах лишения свободы [69]
- 1910-1928 – Сальваторе Д’Аквила – в 1916 году возглавил Каморру в Бруклине и объединился с бандой Манфреди Минео (англ. Al Mineo), образовав самую большую семью в Нью-Йорке. Убит по приказу босса Джозефа Массерии в 1928 году [73]
- 1928-1930 – Манфреди Минео (итал. Manfredi «Al» Mineo) – убит в ходе Кастелламаресской войны в 1930 году
- 1930-1931 – Фрэнк Скаличе (итал. Frank Scalice) – понижен в должности после убийства Сальваторе Маранцано
- 1931-1951 – Винсент Мангано (итал. Vincent Mangano) – исчез в апреле 1951 года, предположительно убит по приказу Альберта Анастасии
- 1951-1957 – Альберт Анастасия – убит в октябре 1957 года по приказу Карло Гамбино
- 1957-1976 – Карло Гамбино – умер от естественных причин в 1976 году
- 1964-1976 – Пол Кастеллано (итал. Paul Castellano) – исполняющий обязанности босса для Гамбино, стал официальным боссом после его смерти
- 1976-1985 – Пол Кастеллано – убит в декабре 1985 года по приказу Джона Готти
- 1985-2002 – Джон Готти – с 1990 года находился в местах лишения свободы, умер в 2002 году
- 1993-1999 – Джон Анджело Готти (итал. John Angelo Gotti) – с 1999 году находился в местах лишения свободы, позже отошел от дел
  - 1999-2002 исполняющий обязанности босса – Питер Готти (итал. Peter Gotti) – повышен до официального босса.
- 2002-2011 – Питер Готти – с 2002 года находился в местах лишения свободы, умер в 2021 году
  - 2002-2005 исполняющий обязанности босса – Арнольд Сквитиери (итал. Arnold Ezekiel «Zeke» Squitieri) [74]
  - 2005-2008 исполняющий обязанности босса – Джон Д'Амико (итал. John Jackie D'Amico) [75]
- 2011 - настоящее время – Доменико Чефалу (итал. Domenico Cefalù)
  - 2015-2019 исполняющий обязанности босса – Фрэнк Кали (итал. Francesco Paolo Augusto «Frank» Cali) – убит в марте 2019 года [76]
  - 2019 - настоящее время исполняющий обязанности босса – Лоренцо Маннино (итал. Lorenzo «Lore» Mannino) [77]

### Семья Дженовезе
- 1890-е-1909 – Джузеппе Морелло

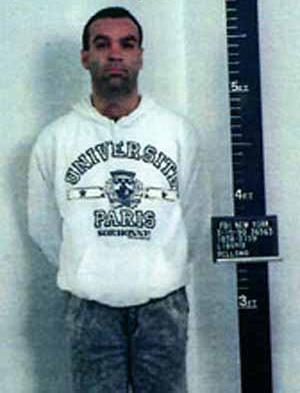
Либорио Белломо - предполагаемый босс семьи Дженовезе

- 1910-1916 – Николас Терранова (Nicolò Terranova) – убит 7 сентября 1916 года
- 1916-1920 – Винченцо Терранова (Vincenzo «the Tiger of Harlem» Terranova) – отошел от дел и стал заместителем босса
- 1920-1922 – Джузеппе Морелло – отошел от дел и стал заместителем Джозефа Массерии
- 1922-1931 – Джузеппе Массерия – убит 15 апреля, 1931
- 1931-1946 – Чарльз Лучано – c 1936 года находился в местах лишения свободы, депортирован в Италию в 1946 году
  - 1936-1937 исполняющий обязанности босса  – Вито Дженовезе – бежал в Италию в 1937 году, чтобы избежать обвинения в убийстве
  - 1937-1946 исполняющий обязанности  – Фрэнк Костелло – стал официальным боссом после депортации Чарльза Лучано
- 1946-1957 – Фрэнк Костелло – ушел в отставку в 1957 году после покушения на Вито Дженовезе и Винсента Джиганте [78][79]
- 1957-1969 – Вито Дженовезе – с 1959 находился в местах лишения свободы. Находясь в заключении, умер в 1969 году
  - 1959-1962 исполняющий обязанности босса – Энтони Стролло (итал. Anthony C. Strollo) – исчез в 1962 году
  - 1962-1965 исполняющий обязанности босса – Томас Эболи (итал. Thomas «Tommy Ryan» Eboli) – подставной босс
  - 1965-1969 исполняющий обязанности босса – Филипп Ломбардо (итал. Philip Lombardo)
- 1969-1981 – Филипп Ломбардо – в 1981 году отошёл от дел, умер от естественных причин в 1987 году
- 1981-2005 – Винсент Джиганте – с 1997 года находился в местах лишения свободы, умер в тюрьме 19 декабря, 2005 года [80]
  - 1989-1996 - исполняющий обязанности – Либорио Белломо (итал. Liborio Salvatore «Barney» Bellomo) – повышен до заместителя босса
  - 1997-1998 - исполняющий обязанности – Доминик Чирилло (итал. Dominick «Quiet Dom» Cirillo) – после перенесенного сердечного приступа отошёл от дел
  - 1998-2005 - исполняющий обязанности – Мэтью Ианниелло (итал. Matthew Joseph «Matty the Horse» Ianniello) – ушел в отставку после предъявления обвинения в июле 2005 года
  - 2005-2008 - исполняющий обязанности – Даниэль Лев (итал. Daniel «Danny the Lion» Leo) – в период с 2008 по 2013 годы находился в местах лишения свободы [81]
- 2010 - настоящее время – Либорио Белломо

### Семья Луккезе

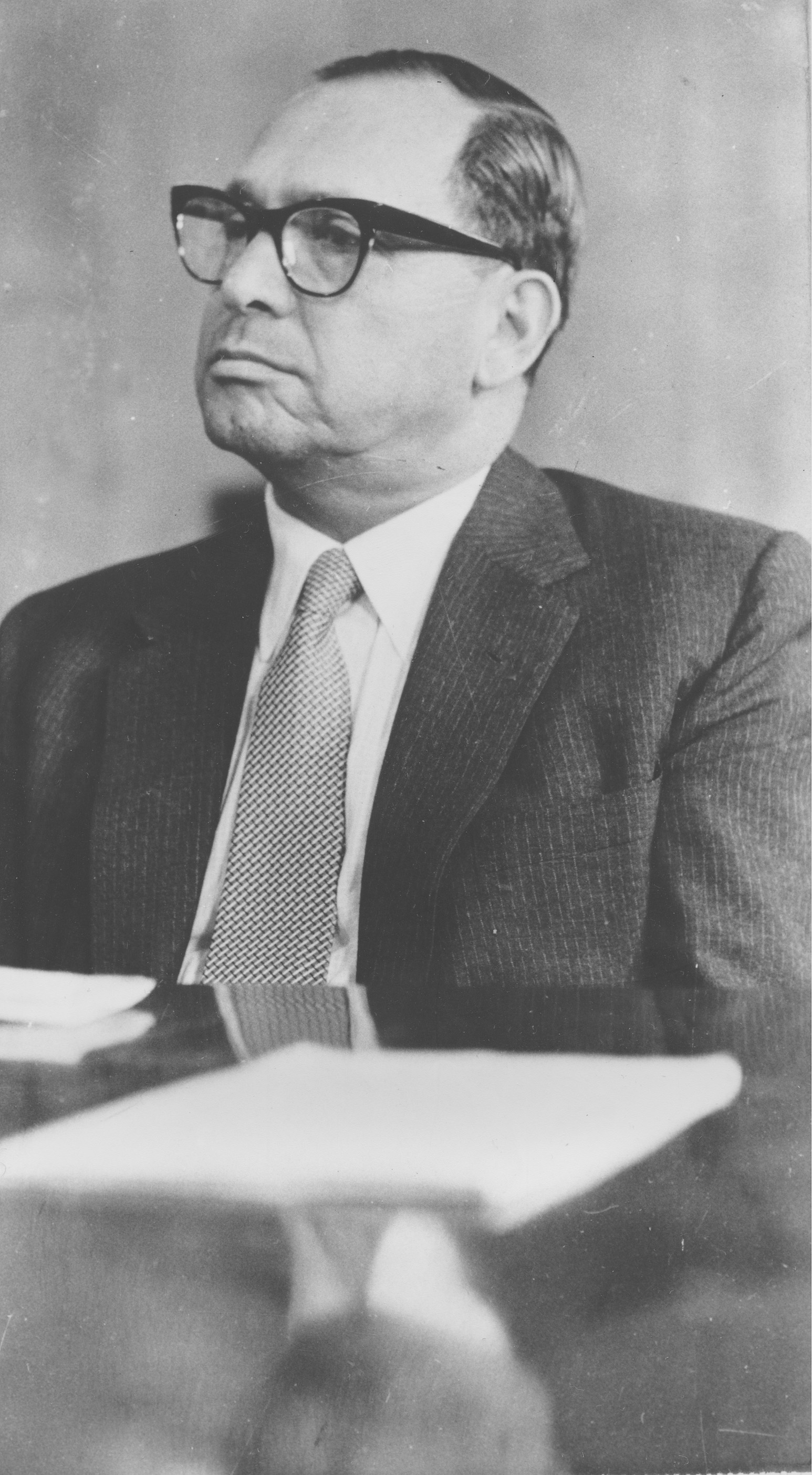
Томми Луккезе - босс семьи Луккезе с 1951 по 1967 годы

- 1922-1930 - Гаэтано Рейна – убит 26 февраля 1930 [82]
- 1930 - Бонавентура Пинзоло (с англ. — «Bonaventura «Joseph» Pinzolo») – убит 5 сентября 1930 [82]
- 1930-1951 - Томмазо Гальяно (англ. Thomas Gagliano) – отошёл от дел в 1951 году, умер 16 февраля 1953 года [82]
- 1951-1967 - Гаэтано Луккезе (англ. Thomas Gaetano Lucchese) [82] – умер 13 июля 1967 года [83][84][85]
  - 1966-1967 - исполняющий обязанности Кармине Трамунти (англ. Carmine Paul «Mr. Gribbs» Tramunti) – отошёл от дел
  - 1967 -  исполняющий обязанности - Этторе Коко (англ. Ettore «Eddie» Coco) – отошёл от дел [82]
- 1967-1973 - Кармине Трамунти – с октября 1973 находился в местах лишения свободы
- 1973-1986 - Энтони Коралло (англ. Anthony «Tony Ducks» Corallo) [82] – обвинен 15 февраля 1985 года, осужден 19 ноября 1986 года на процессе Комиссии по делам мафии и приговорен 13 января 1987 года к 100 годам лишения свободы.
- С 1986 - настоящее время Виктор Амузо [82][86] – арестован в 1991 году, приговорен к пожизненному заключению [87]
  - 1990-1991 - исполняющий обязанности Альфонс Дарко (англ. Alphonse «Little Al» D'Arco) [82] – понижен в должности. Член «Исполнительного комитета» семьи Луккезе [88]
  - 1995-1998 - исполняющий обязанности Джозеф Дифеде (англ. Joseph «Little Joe» DeFede) – с 1998 года находится в местах лишения свободы [89]
  - 1998-2000 - исполняющий обязанности Стивен Креа (англ. Steven L. «Stevie» Crea) [82] – с 6 сентября 2000 года находился в местах лишения свободы [90]
  - 2000-2003 - исполняющий обязанности Луи Дайдоне (англ. Louis «Louie Bagels» Daidone) [82] – отбывает пожизненный срок
  - 2009-2017 - исполняющий обязанности Мэтью Мадонна (англ. Matthew Madonna) –  находится в местах лишения свободы [91][92][93][94]
- с 2017 - настоящее время исполняющий обязанности Майкл Десантис (Michael «Big Mike» DeSantis) [94]

## «Пять семей» в популярной культуре
- В фильме «Крёстный отец» (и видеоигре The Godfather: The Game, созданной по мотивам этой кинокартины) Нью-Йорк также «контролируют» пять криминальных «семей», однако по сравнению со своими реальными прототипами они носят другие имена — Корлеоне, Татталья, Барзини, Кунео и Страччи.
- В сериале «Клан Сопрано» криминальная «семья» ДиМео из Нью-Джерси имеет деловые связи с «семьей» Лупертацци из Бруклина — одной из вымышленных «пяти семей» Нью-Йорка, прототипом которой в реальности является «семья» Гамбино либо Дженовезе.
- В видеоигре «Grand Theft Auto IV» действие которой происходит в Liberty City (прототипом является Нью-Йорк), присутствуют также пять семей, которые названы Павано (прототип семья Дженовезе), Анчеллоти (прототип Коломбо), Мессина (прототип Боннано), Луписелла (прототип Луккезе) и Гамбетти (прототип Гамбино); также в игре присутствует старый дон семьи Гамбетти — Джон Гравелли (его воплощением в реальной жизни был Карло Гамбино), который в конце игры умирает в больнице от болезни.
- В видеоиграх «Grand Theft Auto: Liberty City Stories» и «Grand Theft Auto III», действие которых происходит в одном и том же городе Liberty City (прототипом является Нью-Йорк) есть три семьи, среди которых: Леоне, Синдакко и Форелли.
- В сериале «Крёстный отец Гарлема» также присутствуют пять семей.